# Bulacan
Bulacan é um província de  primeira classe de renda da província (d) na região Luzon Central, nas Filipinas. De acordo com o censo de 1 de maio  de  2020 possui uma população de 3 708 890 pessoas e 920 608 domicílios. Sua capital é Malolos, onde foi estabelecida em 1898 a República de Malolos, a primer democracia na toda Asia. A maior e mais populosa cidade é São Joāo do Monte.
O gentílico provincial é bulaquenho/-a (em espanhol: bulaqueño/-a).

## Nome
A etimologia do nome Bulacão não é bem estabelecida, por causa da falta de materiais históricos antes da época espanhola. Há dois teorias aceptadas: «burak» que em tagalo significa lama ou «bulak» que significa algodão. Nota-se que o tagalo antigo não fazia distinção entre «r» e «l». Com o sufixo «-an», o nome significaria «lugar onde há lama» ou «lugar onde há plantações de algodão».

## Subdivisões
Municípios
- Angat
- Balagtas
- Baliwag
- Bocaue
- Bulacan
- Bustos
- Calumpit
- Doña Remedios Trinidad
- Guiguinto
- Hagonoy
- Marilao
- Norzagaray
- Obando
- Pandi
- Paombong
- Plaridel
- Pulilan
- San Ildefonso
- San Miguel
- San Rafael
- Santa Maria

Cidades
- Malolos
- Meycauayan
- San Jose del Monte